# Alfonsus van Liguori

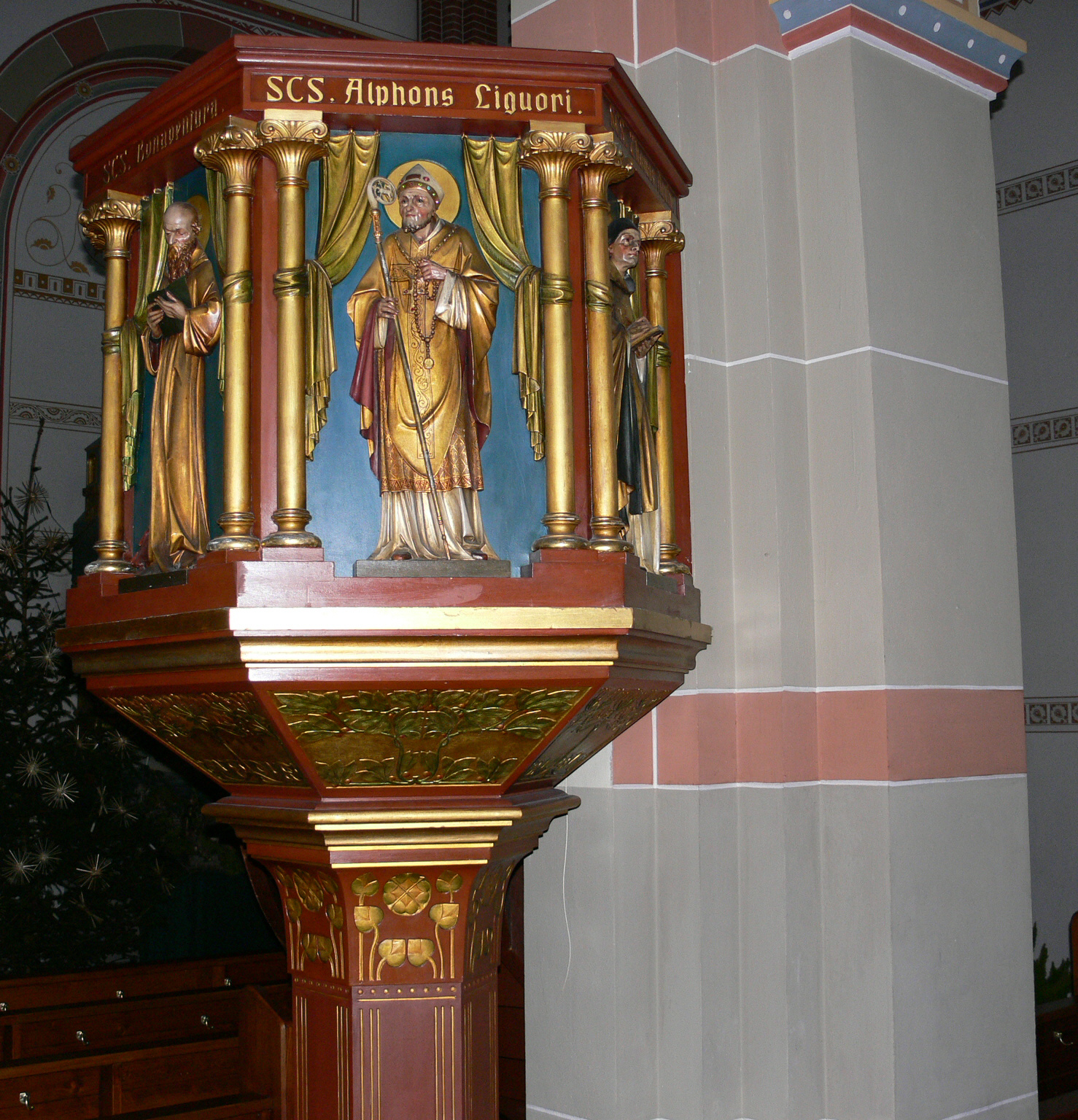
Afbeelding van Alfonsus van Liguori op de preekstoel van de Pfarrkirche St. Martin in Hundersingen in de Duitse gemeente Herbertingen

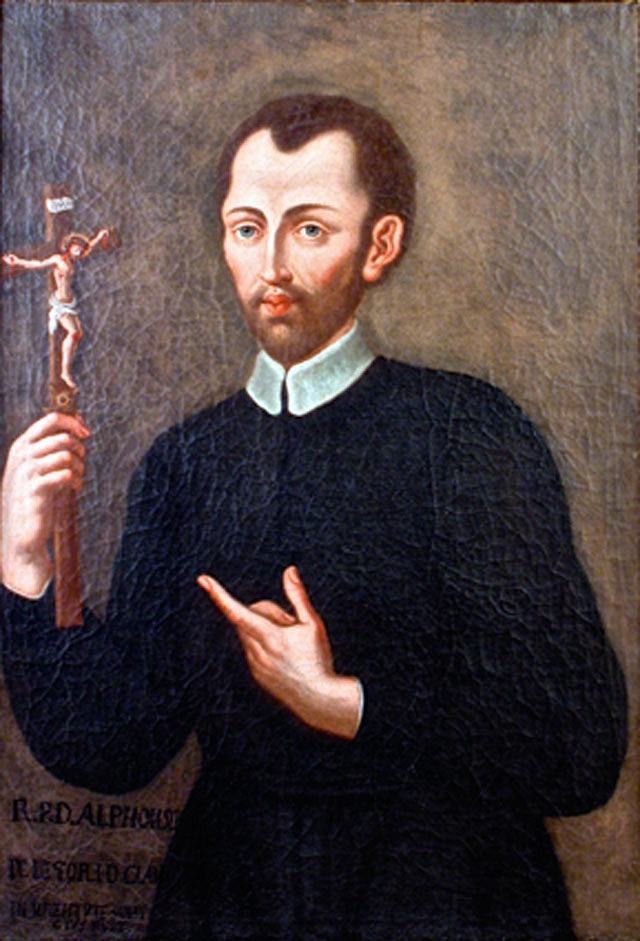
In de iconografie wordt Alfonsus vaak afgebeeld als oude man in een zwarte soutane met een missiekruis of een rozenkrans, voor een kruisbeeld of een Mariabeeld.

Alfonso Maria de' Liguori (Marianella bij Napels, 27 september 1696 – Pagani bij Napels, 1 augustus 1787), ook wel Alfonsus van Liguori genoemd, was een Italiaanse jurist en bisschop en de stichter van de redemptoristen.
In 1816 werd Alfonso zalig verklaard en in 1839 werd hij heilig verklaard door de Rooms-Katholieke Kerk. In 1871 werd hij tot kerkleraar verheven en in 1950 tot patroon van biechtvaders en moraaltheologen. Zijn gedenkdag is op 1 augustus.

## Vroege leven
Alfonso was het eerste kind van adellijke ouders. Hij kreeg een strenge en veeleisende scholing van privéleraren. Al op jeugdige leeftijd gaf hij blijk van talent voor schilderen, speelde hij klavecimbel en had hij een dichtbundel gepubliceerd. Op 16-jarige leeftijd (1713) promoveerde hij in de beide rechten (het kerkelijk en wereldlijk recht). Op 19-jarige leeftijd voerde hij zijn eerste proces. In 1723 verloor hij echter door een intrige een belangrijk proces, hetgeen hem veel spot opleverde.
Dit fiasco was voor hem aanleiding zich te bezinnen op zijn toekomst. Op 28 augustus 1723 besloot hij zijn leven radicaal te wijzigen. In een kerk, toegewijd aan Maria, legde hij zijn degen af, het symbool van zijn adellijke afkomst. Daarna studeerde hij theologie. Drie jaar later werd hij priester gewijd. Hij was getroffen door de nood van zijn arme Napolitaanse medeburgers, ijverde voor hun welzijn, hield volksmissies en gaf scholing aan lekenapostelen.

## Stichting van de Redemptoristen
Door ziekte zag hij zich gedwongen naar het platteland te gaan. In het dorpje Scala in de buurt van Amalfi zag hij dat de plattelandsbevolking de priesterlijke zielzorg nog meer had moeten ontberen dan de stedelingen. In de hoop hierin te kunnen voorzien, richtte hij met zuster Celeste Crostarosa in 1731 een vrouwencongregatie op, de Redemptoristinnen, en stichtte hij een jaar later de congregatie van de Redemptoristen, ofwel de Congregatio Sanctissimi Redemptoris (de Congregatie van de Allerheiligste Verlosser).
De voornaamste taak van deze congregaties zou moeten zijn de volksmissie. God werd in de tijd van Alfonso vooral beleefd als een god van macht en willekeur, als een god die moest worden gevreesd. Met dit godsbeeld worstelden de gelovigen, de vele armen, met name de paupers van het platteland misschien nog het meest. De armen voelden zich de dupe van God, kerk en adel. Alfonso werd geraakt door die schrijnende armoede op spiritueel en materieel gebied. Hij wilde opkomen voor de verlatenen en de verworpenen der aarde. Tegenover het in die dagen breed verbreide jansenisme, met zijn rigoureuze pessimisme, benadrukte Alfonso de goddelijke barmhartigheid. In zijn sermoenen vroeg hij op eenvoudige manier te bidden tot het Heilig Sacrament. Maria gold voor hem als model van de verloste mens en was een geliefd thema van zijn catechese. De wapenspreuk die hij zijn orde meegaf luidde: Overvloedig is bij Hem de verlossing.

## Benoeming tot bisschop
In 1762 werd hij door paus Clemens XIII tot bisschop van Sant'Agata dei Goti bij Napels benoemd, nadat hij lang geaarzeld had of hij deze functie wel zou aanvaarden. Hij verkocht regelmatig goederen van het bisschoppelijk paleis, om het geld onder de armen te verdelen. Hij ontwikkelde een reumatische ziekte. Hij vroeg paus Clemens XIV om ontslag, kennelijk om gezondheidsredenen, maar de paus weigerde. De paus vond dat Alfonsus met 1 gebed vanuit zijn ziekbed méér goed doet dan 1.000 pastorale bezoeken in zijn bisdom. De opvolger van paus Clemens, paus Pius VI gaf hem wel ontslag als bisschop (1775). De laatste jaren had Alfonsus half doof en blind en door jicht aan een rolstoel gekluisterd, soms bedlegerig zijn bisdom geleid. In juli 1775 verhuisde Alfonsus naar het door hem gestichte klooster in Nocera degli Pagani bij Napels (huidige naam: Pagani), waar hij nog 11 jaren zeer teruggetrokken leefde. Hij stierf op de leeftijd van 90 jaar (1787).

## Belangrijkste werken
Alfonso de' Liguori is de auteur van het beroemde Italiaanse kerstlied Tu scendi dalle stelle (Gij daalt neer van de sterren), waarin de armoede van het kindje Jezus wordt benadrukt. Daarnaast schreef hij meer dan 100 andere populariserende en exegetische werken. De voornaamste zijn:
- Massime Eterne, 1728
- Pratica di amar Gesù Cristo, 1768
- Storia delle eresie, 1768
- Canzoncine spirituali, 1732
- Visite al Santissimo Sacramento, 1745
- Theologia moralis (I edizione), 1748
- Le glorie di Maria, 1750
- Apparecchio alla morte, 1758
- Del gran mezzo della preghiera, 1759
- Vera sposa di Gesù Cristo, 1760[3]
- Considerazioni sopra la passione di Gesù Cristo, 1760
- Dell'uso moderato della opinione probabile, 1765
- Verità della Fede, 1767
- Pratica del Confessore per ben esercitare il suo Ministero, 1771

## Wonder
Van Alfonso de' Liguori wordt verteld dat hij in 1774 werd gezien aan het sterfbed van paus Clemens XIV, terwijl hij in zijn kloostercel zat, vier dagreizen daarvandaan; volgens sommigen lag Alfonsus die dag bewusteloos in bed. Paus Clemens XIV was de paus die zijn vraag tot ontslag als bisschop afwees. Deze bilocatie werd uitgelegd als een wonder en speelde een rol bij zijn heiligverklaring.